# Mihai Dimitrie Sturdza
Mihai Dimitrie Sturdza (n. 1934, București – d. 25 aprilie 2020, Paris) a fost un istoric și diplomat român, ale cărui lucrări acoperă domenii precum genealogie, heraldică și istorie a culturii. Membru al familiei Sturdza, acesta a fost strănepot al domnitorului Principatului Moldovei Mihail Sturza.
Născut în 1934, a copilărit la Iași și urmat studiile primare și liceale la Iași. În 1952 a fost arestat de regimul comunist, sub acuzația de nedenunțare de complot. A fost eliberat doi ani mai târziu, iar în 1959 a absolvit Facultatea de Filologie a Universității din București, unde a studiat limba italiană, dar a avut dreptul să susțină licența doar în 1960. A părăsit România în 1963, urmând să lucreze ca diplomat la Institutului de Științe Politice din Paris, precum și în cadrul Departamentului de Schimburi Culturale și Științifice al Ministerului Afacerilor Externe francez între anii 1968 și 1985.  A fost interpret oficial al președinților Charles de Gaulle și Valéry Giscard d'Estaing. În România a revenit în 1991. A fost cavaler al Ordinului de Malta.
Sturdza a fost căsătorit cu Isabelle Frotier de Bagneux cu care a avut doi fii, Dimitri și Adrien Vandrille.

## Scrieri
- Dictionnaire historique et généalogique des grandes familles de Grèce, d'Albanie et de Constantinople. Paris (Chez l'auteur), 1983; 2e édition revue et augmentée, Paris, 1999
- Rușii, masonii, Mareșalul și alte răspântii ale istoriografiei românești. București, Ed. Compania, 2013
- Aristocrați români în lumea lui Proust. Anton Bibescu, Martha Bibescu, Ana de Noailles, Elena Bibescu. București, Humanitas, 2016
- Familiile boierești din Moldova și Țara Românească. Vol. I: Abaza - Bogdan. București, Simetria, 2004
- Familiile boierești din Moldova și Țara Românească. Vol. II: Boian - Buzescu. București, Simetria, 2011
- Familiile boierești din Moldova și Țara Românească. Vol. III: Familia Cantacuzino. București, Simetria, 2004
- Familiile boierești din Moldova și Țara Românească. Vol. V: Ceaur-Cuza, București, Corint, 2017
- Familiile boierești din Moldova și Țara Românească. Vol. VI: Dabija-Exarhu, București, Corint, 2017